# Forcipomyia guyana
Forcipomyia guyana är en tvåvingeart som beskrevs av Clastrier och Wirth 1995. Forcipomyia guyana ingår i släktet Forcipomyia och familjen svidknott.
Artens utbredningsområde är Franska Guyana. Inga underarter finns listade i Catalogue of Life.